# John Randall Walker

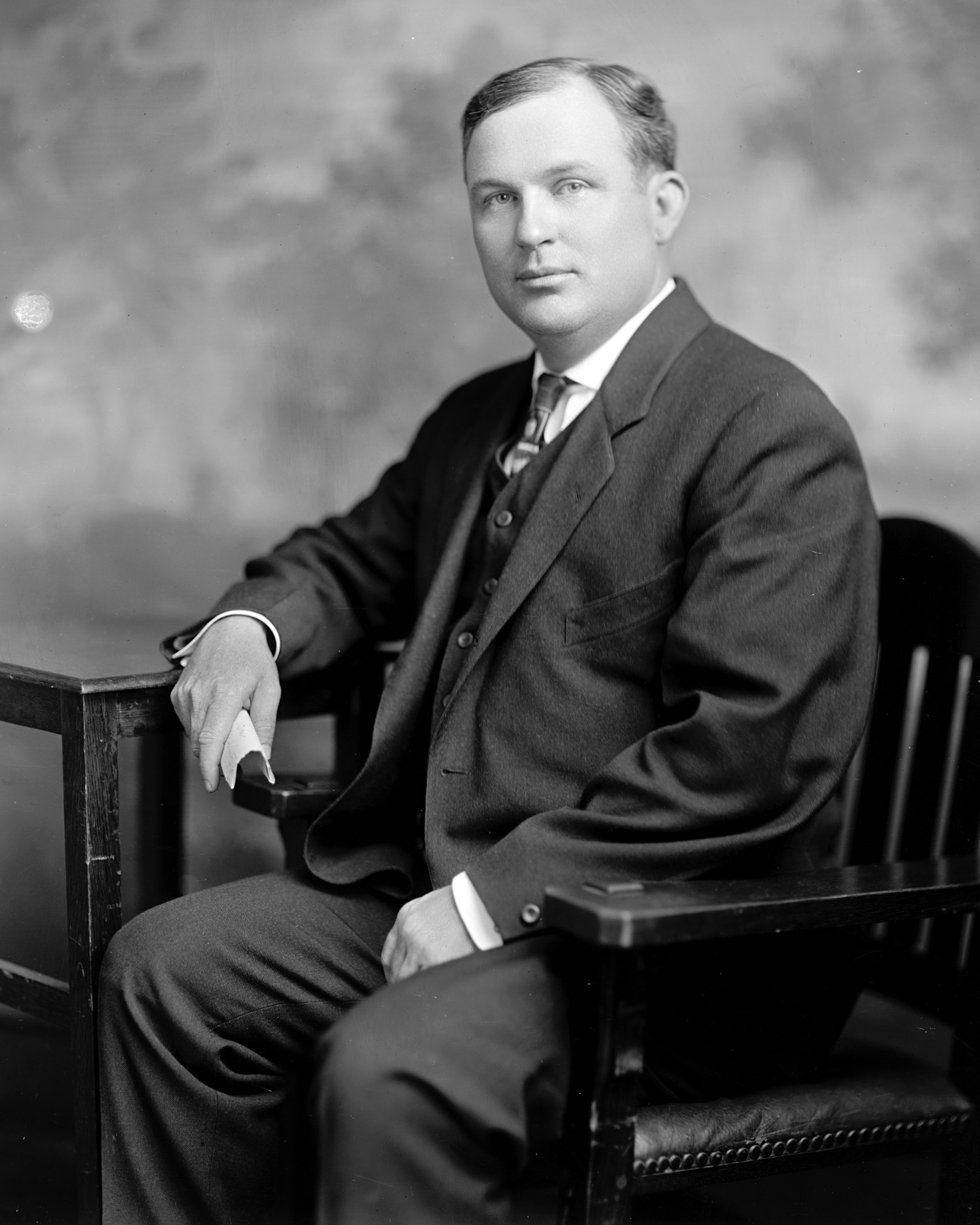
John Randall Walker

John Randall Walker (* 23. Februar 1874 bei Blackshear, Pierce County, Georgia; † 21. Juli 1942 ebenda) war ein US-amerikanischer Politiker. Zwischen 1913 und 1919 vertrat er den Bundesstaat Georgia im US-Repräsentantenhaus.

## Werdegang
John Walker besuchte bis 1895 das Jasper Normal College in Jasper (Florida). Nach einem anschließenden Jurastudium an der University of Georgia und seiner im Jahr 1898 erfolgten Zulassung als Rechtsanwalt begann er in seinem neuen Beruf zu arbeiten.
Politisch war Walker Mitglied der Demokratischen Partei. In den Jahren 1907 und 1908 saß er als Abgeordneter im Repräsentantenhaus von Georgia.  Bei den Kongresswahlen des Jahres 1912 wurde er im elften Wahlbezirk von Georgia in das US-Repräsentantenhaus in Washington, D.C. gewählt, wo er am 4. März 1913 die Nachfolge von William Gordon Brantley antrat. Nach zwei Wiederwahlen konnte er bis zum 3. März 1919 drei Legislaturperioden im Kongress absolvieren. Dort wurden im Jahr 1913 der 16. und der 17. Verfassungszusatz verabschiedet. Seit April 1917 wurde auch die Arbeit des Kongresses von den Ereignissen des Ersten Weltkrieges geprägt.
Im Jahr 1918 wurde John Walker von seiner Partei nicht mehr für eine weitere Legislaturperiode im US-Repräsentantenhaus nominiert. Danach zog er sich aus der Politik zurück. Er starb am 21. Juli 1942 in seinem Geburtsort Blackshear.